# Carnot-Batterie

Wirkungsweise einer Carnot-Batterie (Schema)

Carnot-Batterie mit Wärmepumpe zur Aufladung und KWK-Prozess zur Entladung

Eine Carnot-Batterie ist ein Energiespeicher, der Strom in Form thermischer Energie speichert. Während des Ladevorgangs wird Strom in Wärme umgewandelt und im Wärmespeicher gespeichert, bei der Entladung wird die gespeicherte Wärme wieder in Elektrizität umgewandelt. Die Batterie ist benannt nach Nicolas Léonard Sadi Carnot, dessen Studien die Thermodynamik begründeten.
Das Wort erfand Andre Thess (DLR) 2018 im Vorfeld eines Workshops. Das Konzept mit Latentwärmespeicher, „Energieaufspeicherung mittels Wärmepumpe und Wärmekraftmaschine“ hatte Fritz Marguerre in den Dreißigern patentiert. Am DLR arbeitet man derzeit daran, das Zusammenspiel der Komponenten zu optimieren.

## Hintergrund
Die Idee der Carnot-Batterie beruht darauf, dass sich thermische Energie kostengünstiger speichern lässt als es bei der elektrochemischen Speicherung in konventionellen Batterien der Fall ist. Die Carnot-Batterie besteht aus den Untersystemen der Stromumwandlung in Wärme, der Wärmespeicherung und der Rückgewinnung von Strom aus Wärme. Besonders vorteilhaft sind dabei Systeme, die die Wärme über Wärmepumpen bereitstellen, da sich so ein sehr viel höherer Gesamtwirkungsgrad erreichen lässt.

## Systemkonfiguration
Ein Carnot-Batterie-Speichersystem besteht aus drei Teilen: der Umwandlung von Strom zu thermischer Energie (Power to Thermal, P2T), dem thermischen Energiespeicher (Thermal Energy Storage, TES) und der Umwandlung von thermischer Energie zu Strom (Thermal to Power, T2P).

### Technologien der Strom zu Wärmeumwandlung
Strom kann durch den Einsatz verschiedener Technologien in Wärme umgewandelt werden.
- Eine Widerstandsheizung wandelt Strom in Wärme um.
- Ein linksläufiger Kreisprozess (Wärmepumpe) überträgt Wärme von einem niedrigen Temperaturniveau, mit zusätzlicher Arbeitsenergie, auf ein höheres Temperaturniveau.
- Für Kryogene Energiespeicherung wird Luft verflüssigt.

### Thermische Energiespeicherung
Entsprechend dem Mechanismus der Energiespeicherung können Wärmespeicher in drei Arten unterteilt werden: sensible Wärmespeicher, latente Wärmespeicher (Latentwärmespeicher) und thermochemische Wärmespeicher. Die verwendeten Speichermaterialien für Carnot-Batterien sind:
- Heißes Wasser
- Molten salt (Salzschmelze)[5]
- Stein oder eingekapseltes PCM (Phasenwechselmaterial, Umwandlungsenthalpie) in Schüttbettspeichern

Eine besonders große Kapazität haben latente Flüssigsalzspeicher in natürlichen Salzstrukturen im Untergrund.

### Technologien Umwandlung von Wärme zu Strom
Wärme kann durch thermodynamische Prozesse, die beispielsweise auf dem Clausius-Rankine-Kreisprozess oder dem Joule-Kreisprozess basieren, in Strom umgewandelt werden. Mögliche Wärmekraftmaschinen hierfür könnten sein:
- Dampfturbine
  - Sonderfall: Organic Rankine Cycle
- Gasturbine[7]